# 屈氏玄珠螺
屈氏玄珠螺（学名：Coriophora tryoni）为左錐螺科玄珠螺屬下的一个种。

## 分佈
本物種見於台灣綠島。